# 橙翅噪鹛
橙翅噪鹛（学名：[Trochalopteron elliotii] 错误：{{Lang}}：文本有斜体标记（帮助）），是圓翅噪鶥屬（原属噪鹛属）的一种鸟类，分布于印度和中国大陆。该物种的保护状况被评为无危。2021年1月，由特有种升级为中国国家二级保护动物。
橙翅噪鹛的栖息地包括乡村花园、亚热带或热带的高海拔疏灌丛、亚热带或热带的湿润山地林和耕地。该物种的模式产地在四川宝兴。

## 亚种
- 橙翅噪鹛昌都亚种（学名：[Garrulax elliotii bonvalotii] 错误：{{Lang}}：文本有斜体标记（帮助））。分布于印度以及中国大陆的西藏等地。该物种的模式产地在西藏昌都地区贡觉兰达。[2]
- 橙翅噪鹛指名亚种（学名：[Garrulax elliotii elliotii] 错误：{{Lang}}：文本有斜体标记（帮助））。分布于印度以及中国大陆的青海、甘肃、陕西、四川、湖北、云南等地。该物种的模式产地在四川宝兴。[3]